# دن باس
دن باس (عبری: דן חברה לתחבורה ציבורית‎) شرکت ترابری اسرائیلی است، که در سال ۱۹۴۵ تأسیس شد.